# Animal Roc
 (juillet 2025).
Pour plus de détails, voir Fiche technique et Distribution.
Animal Roc est un documentaire français réalisé en 2001 par Erik et Anne Lapied sur  le sculpteur animalier Serge Lombard.

## Synopsis
Un portrait commenté par lui-même du sculpteur animalier Serge Lombard, que l'on suit dans le massif du Vercors et les vallées alpines, qu'il soit occupé à dessiner des croquis, récolter des pierres ou travailler la roche chez lui pour donner forme à d'admirables représentations de chamois, de mouflons, de rapaces ou de batraciens.

## Fiche technique
- Titre : Animal Roc
- Réalisation, scénario, montage, son et production : Erik et Anne Lapied
- Musique originale et mixage : Christophe Jacquelin
- Assistante monteuse : Véronique Lapied
- Auditorium : Hélios XVI
- Remerciements : Guy Caullireau
- Société de production : Ibex Films
- Société de distribution : Lapiedfilm (y compris en DVD, notamment en complément de "Trois cents jours dans la montagne")
- Caméra : Aaton
- Tournage : en octobre 2001 dans le Haut-Vercors, dans les vallées alpines at au domicile de Serge Lombard.
- Format : super 16 mm, couleurs (pellicule : Kodak)
- Laboratoire : Centrimages
- Durée : 28 minutes
- Copyright : Ibex Productions 2001
- Date de sortie :
  - France : 2001